# Un-Break My Heart: The Remix Collection
Un-Break My Heart: The Remix Collection é um álbum de coletânea e de remixes da cantora norte-americana Toni Braxton. lançado em 12 de abril de 2005, com distribuição pela Sony BMG, e leva o nome do single de maior sucesso da cantora.
O álbum possui remixes apenas dos álbuns "Secrets" (1996) e "The Heat" (2000).

## Recepção Critica
Andy Kellman, do Allmusic, deu ao álbum 3 de 5 estrelas, escrevendo que o álbum é uma boa mudança de ritmo da típica compilação de remixes para ganhar dinheiro," elogiando Hex Hector por "permitir espaço suficiente para a maior parte de cada faixa, em vez de mostrar habilidades de pulso rápido que provavelmente acabariam com a música". Kellman escolheu os remixes HQ2 de "Spanish Guitar", Frankie Knuckles de 'Un-Break My Heart', e a mixagem de 'He Wasn't Man Enough' de Peter Rauhofer como os maiores destaques".

## Faixas
1. "Intro" – 1:18
2. "Un-Break My Heart" (Soul Hex Anthem Vocal) – 5:51
3. "Spanish Guitar" (HQ2 Club Mix) – 7:48
4. "You're Makin' Me High" (David Morales Classic Mix) – 8:17
5. "I Don't Want To" (Frankie Knuckles Franktified Club Mix) – 7:32
6. "Hit the Freeway" (HQ2 Club Mix) – 4:25
7. "He Wasn't Man Enough" (Peter Rauhofer NYC Club Mix) – 6:38
8. "He Wasn't Man Enough" (Junior Vasquez Marathon Mix) – 3:45
9. "Maybe" (HQ2/Dynamix NYC Club Mix) – 4:20
10. "Un-Break My Heart" (Frankie Knuckles Franktidrama Club Mix) – 8:28
11. "Spanish Guitar" (Joe Claussell Main Mix) – 6:21